# Lake Fletcher
Der Lake Fletcher ist ein hypersaliner und meromektischer Salzwassersee an der Ingrid-Christensen-Küste des ostantarktischen Prinzessin-Elisabeth-Lands. Er liegt in den Vestfoldbergen und hat Verbindung zum offenen Meer.
Das Antarctic Names Committee of Australia benannte ihn am 26. Juli 1983 nach Lloyd Fletscher, Mediziner auf der Davis-Station im Jahr 1978, der in jenem Jahr auch an der Beprobung der Seen in den Vestfoldbergen beteiligt war.